# Kanton Zichtau

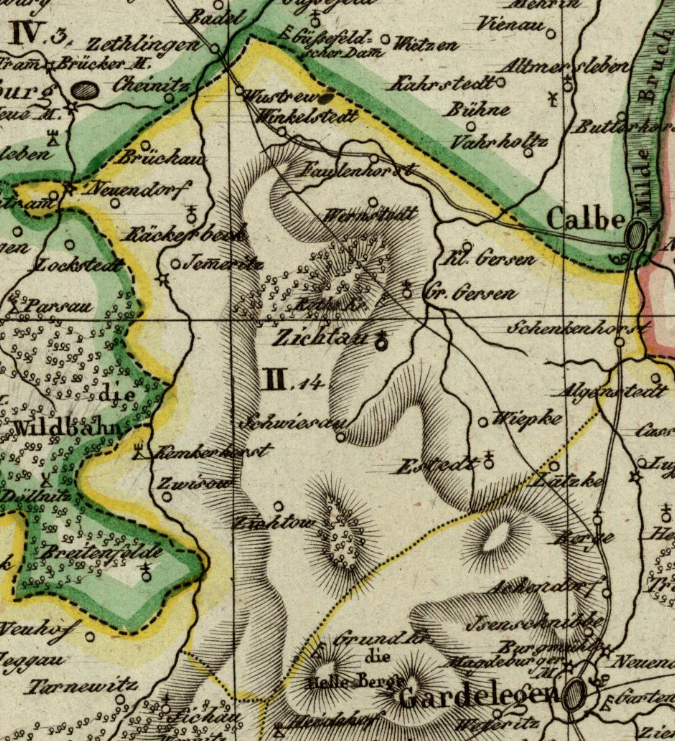
Kanton Zichtau im Distrikt Neuhaldensleben des Departments der Elbe 1812 (aus Special-Atlas Des Königreichs Westphalen: bestehend aus acht Departements- und einer General-Charte: 7: Charte von dem Departemente der Elbe des Königreichs Westphalen)

Der Kanton Zichtau (auch Canton Zichtau) war eine Verwaltungseinheit im Königreich Westphalen. Er bestand von 1807 bis zur Auflösung des Königreichs im Jahre 1813 und gehörte nach der Verwaltungsgliederung von 1807 zunächst zum Distrikt Salzwedel des Departements der Elbe, ab 1. September 1810 zum Distrikt Neuhaldensleben des Departements der Elbe.

## Geschichte
Mit dem Frieden von Tilsit verlor Preußen die Altmark – neben anderen Gebieten – an das per Dekret vom 18. August 1807 neu geschaffene Königreich Westphalen. Bis Dezember 1807 wurde eine Verwaltungsreform in der Altmark vorgenommen. Die Altmark bildete zusammen mit anderen vormals preußischen Landesteilen (Teile des Herzogtum Magdeburg) das neu geschaffene Departement der Elbe, das in vier Distrikte (Magdeburg, Neuhaldensleben, Stendal und Salzwedel) gegliedert war. Nach dem Verzeichniß der Departements, Districte, Cantons und Communen des Königreichs vom Dezember 1807 gliederte sich der Distrikt Salzwedel in 15 Kantone (cantons), darunter der Kanton Zichtau. Zum Kanton Zichtau gehörten (abweichende Originalschreibweisen der Ortsnamen kursiv):
- Zichtau, Kantonshauptort (chef-lieu) mit Jemmeritz
- Schwiesau mit Breitenfeld (gehörte laut Karte zum Kanton Klötze, ist dort aber nicht aufgeführt.)
- Wiepke (Wibke) mit Klein Engersen und Rothekrug
- Faulenhorst mit Winkelstedt (Winckelstedt)
- Kakerbeck (Kackerbeck) mit Wustrewe
- Estedt
- Schenkenhorst (Schenckenhorst)
- Engersen (Groß Engersen) mit Wernstedt

Die Orte des Kanton Zichtau gehörten bis 1807 zum Salzwedelschen Kreis der Altmark. 1808 hatte der Kanton Zichtau 1830 Einwohner. Mit dem Decret No. 69 vom 18. November 1808 erhielt der Kanton Zichtau vom Kanton Klötze die Orte Neuendorf mit Brüchau und Siedentramm zugeteilt.
1810 hatte der Kanton 2098 (?) Einwohner. Ein Herr von Voss war Kantonmaire, der auch in Personalunion den Kanton Kalbe im Distrikt Salzwedel verwaltete. Zum 1. September 1810 wurde der Distrikt Salzwedel (im Departement der Elbe) aufgelöst. Aus acht Kantonen (bzw. neun) wurde ein neuer Distrikt Salzwedel im Departement der Niederelbe gebildet. Der Kanton Zichtau wurde dem Distrikt Neuhaldensleben im Departement der Elbe zugewiesen. Er hatte 1811 2546 Einwohner.
Das Königreich Westphalen zerfiel im Oktober 1813 nach der Völkerschlacht bei Leipzig, und in der Altmark wurde die vorherige preußische Verwaltungsgliederung wiederhergestellt. Zichtau kam in der Verwaltungsreform von 1816/17 zum neu geschaffenen Kreis Gardelegen.